# Ufer-Assel
Die Ufer-Assel (Hyloniscus riparius) ist eine ursprünglich in Mitteleuropa beheimatete Landassel aus der Familie der Zwergasseln, die mittlerweile auch nach Nordeuropa und Nordamerika verschleppt wurde.

## Merkmale
Die Körperlänge beträgt 4–7 mm. Der graue, weinrote oder dunkel rotbraune Körper mit kräftigem dunklen Pigment ist glatt und glänzend, schmal oval geformt und der Hinterleib (Pleon) ist schmaler als die Brust (Cephalothorax). Die Art besitzt keine Fleckenreihen. Eine Marmorierung kann, aber muss nicht, vorhanden sein. Die Hinterecken des 1. Segments (1. Pereiomer) sind nach vorne gerundet.
Die Fühlergeißel besteht aus 4–10 Segmenten. Die Seitenlappen am Kopf sind deutlich erkennbar. Am Kopf befindet sich kein Mittellappen und keine Leiste. Außerdem ist kein Stirndreieck vorhanden. Die Augen bestehen aus einer Ocelle.
Bei den Uropoden am Körperende ist der griffelförmige Außen-Ast (Exopodit) länger als der Innen-Ast (Endopodit). Das Grundglied der Uropoden trägt keinen Fortsatz. Das ebenfalls am Körperende liegende Telson ist breit abgestutzt.
Das 7. Laufbeinpaar der Männchen weist als Modifikation einen Merus mit einem langen hakenförmigen Fortsatz auf, das und das Vorhandensein von nur einer statt drei Ocellen unterscheidet die Art auch von den sehr ähnlichen Trichoniscus-Arten. Die Art besitzt keine Trachealsysteme, sondern Kiemen. Dies erklärt auch die Vorliebe für besonders feuchte Lebensräume.

### Ähnliche Arten
Es gibt eine Reihe ähnlicher Zwergasseln in Deutschland. Diese sind Trichoniscus alemannicus, Trichonisces muscivagus, Trichoniscus nivatus,  Trichoniscus noricus, Trichonisues provisorius, Trichoniscus pusillus und Trichoniscus pygmaeus. Trichoniscus pygmaeus ist allerdings weißlich gefärbt. Weitere Unterscheidungsmöglichkeiten sind im vorausgehenden Abschnitt erklärt.
Von der ebenfalls häufigen Trichoniscus pusillus unterscheidet sich die Art durch die Ocellen und den Bau der Gonopoden. Männchen der parthenogenetischen Trichoniscus-Arten können jedoch je nach Region sehr selten sein, eine Unterscheidung ist daher oft nur durch Fachpersonal oder DNA-Barcoding möglich.

## Verbreitung
Ursprünglich war die Art in Europa verbreitet, wurde jedoch auch nach Nordamerika verschleppt.
In Europa ist die Art vom zentralen bis östlichen Frankreich über Belgien, die Niederlande, Luxemburg, die Schweiz, Deutschland und den Süden Norwegens bis nach Polen, Tschechien, Österreich und Ungarn verbreitet. Außerdem gibt es Nachweise aus Rumänien, der Ukraine, Belarus, Estland, dem südlichen Finnland und dem westlichen Russland bis in die Gegend von Moskau. Das bisher bekannte Verbreitungsgebiet lässt vermuten, dass die Art in Osteuropa noch weiter verbreitet ist, wenn auch nur synanthrop. Das Verbreitungsgebiet wird in der Literatur auch wie folgt beschrieben: Ein zusammenhängendes Verbreitungsgebiet von Mitteleuropa über die Alpen (hauptsächlich die Ostalpen) bis in die Balkanländer. Die nördlicheren Vorkommen sind dabei synanthrop. So kommt sie in Skandinavien, den Niederlanden, Nordfrankreich, Norddeutschland und Neufundland in Gewächshäusern vor.
In Nordamerika kommt die dort eingeschleppte Art vor allem im Osten der Vereinigten Staaten und im Südosten Kanadas vor, z. B. südlich und östlich der Großen Seen. Vereinzelte Sichtungen gibt es auch aus Colorado, dem Westen Oregons und dem Westen von British Columbia.
In Deutschland ist die Art vor allem im Süden und den mittleren Gebieten zu finden, im Norden aber seltener. Sie kommt nördlich der Mittelgebirgsschwelle fast nur synanthrop, aber nicht natürlich, vor. Bekannte Vorkommen gibt es in Nordrhein-Westfalen, Rheinland-Pfalz, Hessen, Baden-Württemberg, Bayern, Thüringen, Sachsen, Sachsen-Anhalt, Brandenburg, Berlin, Niedersachsen, Mecklenburg-Vorpommern, Bremen und Hamburg. In Norddeutschland bewohnt sie nur Gewächshäuser.
In Hessen ist die Art eine der häufigsten Landasseln. Sie kommt hier regelmäßig vor, bevorzugt die Niederungen und meidet Höhenlagen über 400 m.
Die Art gilt in Deutschland als ungefährdet.

## Lebensraum und Lebensweise
Die Art hat wie alle Zwergasseln ein hohes Feuchtigkeitsbedürfnis. An trockenen, xerothermen Standorten findet sich die Art nicht. Je feuchter der Boden ist, desto häufiger findet sich die Art. Allerdings werden nasse Habitate mit wenigen Ausnahmen wiederum gemieden. Eine Ausnahme bildet z. B. tropfnasser Schotter im Uferbereich.
Die Ufer-Assel lebt an Ufern von Fließgewässern unter Laubstreu, Pflanzenteilen, Holz und selten Steinen. In Treibgut (Genist) nach längeren Hochwassern können sich recht große Kolonien ansiedeln. Manchmal werden die beweglichen Asseln auch frei zwischen Schilfhalmen und Gräsern umherlaufend beobachtet werden. An synanthropen Standorten siedeln sie sich unter allen Gegenständen an, die sich längere Zeit an einer Stelle befinden. Hier werden sie auch häufiger unter Steinen gefunden.
Die Art findet sich häufig zusammen mit der Sumpfassel (Ligidium hypnorum), Trichoniscoides helveticus, Trichoniscus pusillus und mit verschiedenen Haplophthalmus-Arten.
Die Art sucht bei Störung schnell Schutz in Ritzen.

## Taxonomie
Die Art wurde ursprünglich von Carl Ludwig Koch als Itea riparia erstbeschrieben. Weitere Synonyme lauten:
- Hyloniscus germanicus
- Hyloniscus tirolensis Verhoeff, 1901
- Philoscia notata Waga, 1857
- Trichoniscus germanicus Verhoeff, 1901
- Trichoniscus montanus Carl, 1908
- Trichoniscus riparius Semenkewitsch, 1931
- Trichoniscus tirolensis Verhoeff, 1901
- Trichoniscus violaceus Schoebl, 1861
- Trichoniscus vividus var. montanus Carl, 1908

### Unterarten
Es gibt vier anerkannte Unterarten. Diese sind:
- Hyloniscus riparius alemannicus Verhoeff, 1940
- Hyloniscus riparius nigropunctatus Méhely, 1929
- Hyloniscus riparius oedematicus Méhely, 1929
- Hyloniscus riparius perkeo Verhoeff, 1940